# 5-Aminotetrazol
5-Aminotetrazol ist ein von Tetrazol abgeleiteter fünfgliedriger heterocyclischer Aromat, bei dem das H-Atom am einzigen Kohlenstoffatom im Ring durch eine Aminogruppe ersetzt ist. Die Substanz ist ein Ampholyt, d. h. sie besitzt saure und basische Eigenschaften und ist Reaktionen an der aziden NH-Gruppe in 1-Stellung und an der 5-Aminogruppe zugänglich. Wegen seines extrem hohen Stickstoffanteils von 82,3 Gewichtsprozent eignet sich 5-Aminotetrazol als Gasgenerator in pyrotechnischen Anwendungen, wie z. B. in Airbags und als Ausgangsverbindung für Explosivstoffe.

## Vorkommen und Darstellung
Die Darstellung von 5-Aminotetrazol (damals als Amidotetrazotsäure bezeichnet) durch Einwirkung von salpetriger Säure HNO2 auf Aminoguanidin wurde 1892 von Johannes Thiele beschrieben und die Verbindung als Ausgangsstoff für Azofarbstoffe patentiert.
Bereits damals wurde gefunden, dass bei der Synthese in wässrigen Medien 5-Aminotetrazol als Monohydrat „in Blättern oder Prismen“ kristallisiert, das beim Erhitzen in die wasserfreie Substanz übergeht. Eine Strukturformel konnte für die so genannte „Amidotetrazotsäure“ noch nicht angegeben werden.
Die korrekte Strukturformel wurde von Arthur Hantzsch 1901 publiziert, der 5-Aminotetrazol bei der Reaktion von Cyanamid und Stickstoffwasserstoffsäure erhielt.
Statt Cyanamid kann auch sein Dimer Dicyandiamid eingesetzt werden. Den Umgang mit der äußerst problematischen Stickstoffwasserstoffsäure vermeidet der Einsatz von Natriumazid und konzentrierter Salzsäure, wobei 5-Aminotetrazol als Hydrat in 73 %iger Ausbeute entsteht.
In einer wesentlich effizienteren und besser kontrollierbaren Eintopfreaktion wird Cyanamid mit Hydraziniumchlorid zu Aminoguanidiniumchlorid umgesetzt, das ähnlich wie in der Vorschrift von J. Thiele angegeben mit salpetriger Säure im Sauren zum Guanylazid-hydrochlorid diazotiert wird. Anschließend wird mit Ammoniak oder Natriumhydroxid schwach sauer gestellt und erhitzt, wobei Cyclisierung zum 5-Aminotetrazol erfolgt, das nach Trocknung als wasserfreies Produkt in 74 %iger Ausbeute anfällt.
Die Aminierung von 1H-Tetrazoliumsalzen mit Hydroxylamin-O-sulfonsäure liefert kein 5-Aminotetrazol, sondern ein 2:1-Gemisch von 1- und 2-Aminotetrazol in einer Gesamtausbeute von 38 %.
Im Gegensatz zum C-Aminotetrazol 5-AT neigen N-Aminotetrazole, insbesondere das 2-Aminotetrazol, beim raschen Erhitzen zu heftigen Explosionen.

## Eigenschaften
Wasserfreies 5-Aminotetrazol ist ein weißer kristalliner Feststoff, der sich in Wasser und Ethanol löst. Die Verbindung ist wenig toxisch, temperaturstabil und nicht schlagempfindlich. Oberhalb von 200 °C wird eine thermische Zersetzung beobachtet. Als Zersetzungsprodukte werden Stickstoff, Stickstoffwasserstoffsäure, Ammoniak, Ammoniumazid und Melamin beobachtet. Als Ampholyt reagiert 5-AT als schwache Säure und gegenüber starken Säuren, wie z. B. wässrigen Halogenwasserstofflösungen, Salpetersäure, Perchlorsäure usw. als schwache Base und bildet die entsprechenden 5-Aminotetrazoliumsalze.

## Anwendungen
5-Aminotetrazol bildet mit Alkalihydroxiden und besonders mit basischen Aminoverbindungen, wie z. B. Hydrazin, Guanidin oder Aminoguanidin thermisch und hydrolytisch stabile Salze mit extrem hohen Stickstoffgehalten. Die Alkalisalze eignen sich als flammenfärbende Zusätze in Feuerwerkskörpern, die Ammoniumsalze als ionische Flüssigkeiten und als Treibsatzadditive.
Aus 5-Aminotetrazol ist die Stammverbindung Tetrazol durch Dediazonierung, also Diazotierung und anschließende Reduktion des Diazoniumsalzes mit hypophosphoriger Säure, in 77 %iger Ausbeute zugänglich.
Alkylierung von 5-Aminotetrazol, z. B. mit Dimethylsulfat oder Methyliodid führt zu einem Gemisch von überwiegend 1-Methyl-5-aminotetrazol neben 2-Methyl-5-aminotetrazol.
Ist die 1-Stellung durch einen Substituenten blockiert, dann wird die 5-ständige Aminogruppe alkyliert.
Die Acylierung von 5-Aminotetrazol mit Carbonsäureanhydriden oder Carbonsäurechloriden erzeugt die entsprechenden 5-Acylamidotetrazole, die sich als Schaummittel für Polymerschäume und zur Gaserzeugung in Airbags eignen.
Mit Monochloressigsäure reagiert 5-AT zu 5-Aminotetrazol-1-essigsäure in 53 %iger Ausbeute, die mit Salpetersäure zur 5-Nitroiminoverbindung nitriert werden kann. Die mit stickstoffreichen Kationen gebildeten Salze der 5-Nitroiminotetrazol-1-essigsäure werden von den Autoren als umweltfreundliche Explosivstoffe klassifiziert.
Einen effizienten Zugang zu Isocyaniden in hohen Ausbeuten eröffnet die Oxidation von 5-Aryl- bzw. 5-Alkylaminotetrazolen.
Benzylisocyanid wird auf diesem Wege in einer Gesamtausbeute von 67 % erhalten.
Mit 1-Tetralon und einem aromatischen Aldehyd reagiert 5-Aminotetrazol in einer Mehrkomponentenreaktion unter Mikrowellenbestrahlung zu einem viergliedrigen heterocyclischen Ringsystem.
Acylierung von 5-AT mit Methacryloylchlorid führt zu dem wasserlöslichen Monomer 5-(Methacrylamido)tetrazol, das mit Acrylamid copolymerisiert und mit N,N′-Methylenbisacrylamid zu vernetzten Gelen mit Superabsorbereigenschaften polymerisiert werden kann.
5-Aminotetrazol ist Ausgangsverbindung für eine Reihe von so genannten (hoch)energetischen Materialien (engl. high energy density materials, HEDMs), d. h. Sprengstoffen und Treibladungen.
Die wichtigste Anwendung von 5-Aminotetrazol ist derzeit als N2-Gasgenerator in Airbags, da es im Gegensatz zum früher verwendeten Natriumazid praktisch untoxisch, thermisch stabiler und wenig stoßempfindlich, sowie im Gegensatz zu dem von Takata als Treibmittel verwendeten kostengünstigeren Ammoniumnitrat nicht hygroskopisch ist.